# Giles Brindley

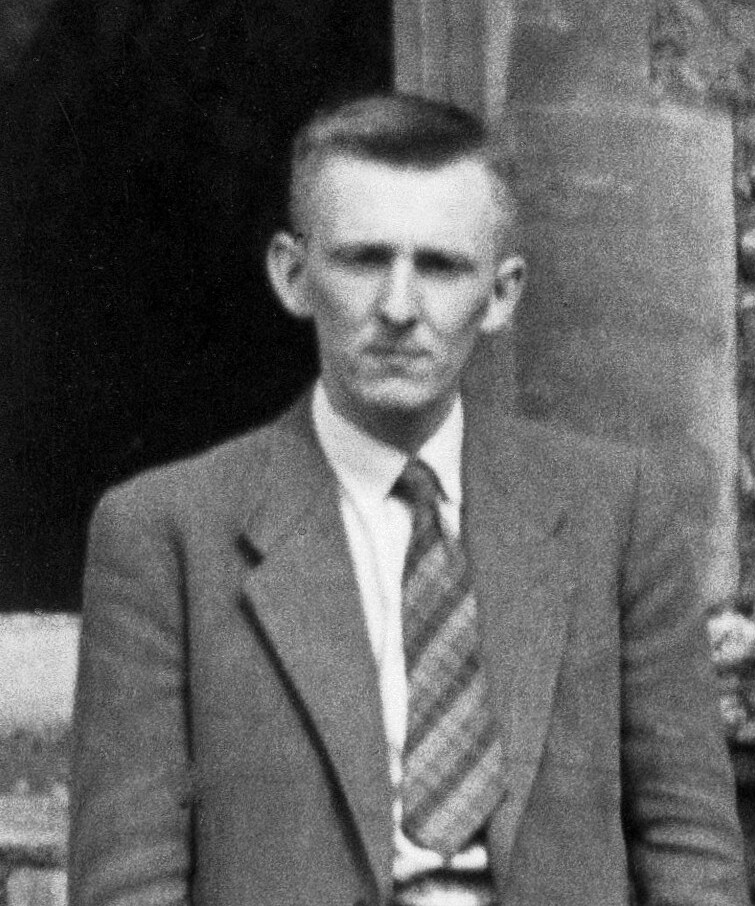
Giles Brindley (1952)

Giles Skey Brindley (ur. jako Giles Skey 30 kwietnia 1926 w Woking) – brytyjski fizjolog, wynalazca, muzyk amator. Twórca pierwszej neuroprotezy narządu wzroku i pionier na polu farmakoterapii dysfunkcji seksualnych. Autor ponad 100 publikacji naukowych. Doktor medycyny, członek Royal College of Physicians (F.R.C.P.), członek Royal College of Surgeons (F.R.C.S.), kawaler Wielkiego Krzyża Orderu Imperium Brytyjskiego (G.B.E.).

## Życiorys
Syn Arthura Jamesa Beneta Skeya i Margaret Beatrice Marion Skey, z domu Dewhurst, secundo voto Brindley. Uczył się w Leyton College, Downing College, Cambridge i London Hospital Medical School. W latach 1954–1968 wykładowca i demonstrator fizjologii na University of Cambridge, od 1968 do 1991 profesor fizjologii w Institute of Psychiatry University of London. Od 1991 profesor emeritus.
W 1986 został zaproszony przez Royal Society do wygłoszenia tzw. wykładu Ferriera, wygłaszanego co trzy lata dla uczczenia pamięci brytyjskiego fizjologa i neurologa Davida Ferriera. Laureat Nagrody Liebrechta-Franceschettiego przyznawanej przez Niemieckie Towarzystwo Oftalmologiczne (1971), Nagrody Feldberga (1974), Medalu św. Piotra przyznawanego  przez British Association of Urological Surgeons (1987).
W wolnym czasie zajmuje się projektowaniem instrumentów muzycznych i komponowaniem muzyki kameralnej. W latach 60. skonstruował i opatentował elektroniczny fagot. Komponował m.in. wariacje na tematy z Arnolda Schönberga.

## Dorobek naukowy
W latach 60. skonstruował i opatentował pierwszą neuroprotezę narządu wzroku. Neuroproteza ta została wypróbowana u czterech niewidomych pacjentów z pewnymi obiecującymi rezultatami, jednak z powodu nieopłacalności metody ten kierunek badań w neuroprotetyce został zarzucony.
W 1975 opatentował wynalazek mający na celu kontrolę oddawania moczu.
W 1983 na dorocznym spotkaniu American Urological  Association w Las Vegas przedstawił wyniki swoich doświadczeń z iniekcją fenoksybenzaminy do ciał jamistych prącia w celu wywołania wzwodu. Doświadczenia przeprowadzał na sobie, a przed odkryciem obiecujących właściwości fenoksybenzaminy wypróbował 33 inne leki, m.in. papawerynę i fentolaminę. Referat zatytułowany Vaso-active therapy for erectile dysfunction przedstawił w sesji wieczornej spotkania, w obecności około 80 zebranych. Pod koniec prezentacji przyznał, że pokazane zdjęcia (około 30 slajdów ilustrujących jego erekcję) z łatwością może być uznanych za nieprzekonujące, ponieważ jedynie na ich podstawie nie można było wykluczyć możliwości erotycznej stymulacji. Zademonstrował wówczas zgromadzonym uzyskaną u siebie erekcję (wcześniej w pokoju hotelowym wstrzyknął do swojego członka fenoksybenzaminę), najpierw opinając na członku założone na tę okazję umyślnie luźne spodnie, a chwilę potem, nie dość zadowolony z rezultatu, zdejmując je. By upewnić audytorium, że uzyskana erekcja to nie proteza, zszedł z podium i zachęcał lekarzy, by zechcieli przyjrzeć się wzwiedzionemu prąciu z bliska. Przełomowa dla historii farmakoterapii impotencji prezentacja Brindleya została określona jako najbardziej spektakularne wystąpienie publiczne w najnowszej historii medycyny. Około pół roku później Brindley opublikował wyniki swoich badań.

## Wybrane prace
- The effects on colour vision of adaptation to very bright lights. „Journal of Physiology”. 122 (2), s. 332–350, 1953.

- Brindley GS, Merton PA. The absence of position sense in the human eye. „Journal of Physiology”. 153 (1), s. 127–130, 1960.

- Brindley GS, Du Croz JJ, Rushton WAH. The Flicker Fusion Frequency of the Bluesensitive Mechanism of Colour Vision. „Journal of Physiology”. 183, s. 497–500, 1966.

- Electroejaculation: its technique, neurological implications and uses. „Journal  of Neurology, Neurosurgery & Psychiatry”. 44 (1), s. 9–18, 1981.

- Cavernosal alpha-blockade: a new technique for investigating and  treating erectile impotence. „British Journal of Psychiatry”. 143, s. 332-337, 1983.

- GS Brindley, CE Polkey, DN Rushton. Sacral anterior root stimulators for bladder control in paraplegia. „Paraplegia”. 20 (6), s. 365-81, 1982. PMID: 6984503.

- Pilot experiments on the actions of drugs injected into the human corpus cavernosum penis. „Br J Pharmacol”. 87 (3), s. 495–500, 1986.

- Sacral anterior root stimulators for bladder control in paraplegia: the first 50 cases, „Journal  of Neurology, Neurosurgery & Psychiatry”, 49, 1986, s. 1104-1114, DOI: 10.1136/jnnp.49.10.1104.

- GS Brindley, DN Rushton. Long-term follow-up of patients with sacral anterior root stimulator implants. „Paraplegia”. 28 (8), s. 469-75, 1990. PMID: 2263403.

- GS Brindley, BP Gardner. Sexual expression in paraplegia. „British Medical Journal”. 302 (6768), s. 113, 1991. PMID: 1995108.

- L Cardozo, GS Brindley. Endoscopically guided bladder neck suspension for continence in paraplegic women with implant driven micturition. „Paraplegia”. 30 (5), s. 336-338, 1992. PMID: 1598173.

- Future directions. „Neurourology  and Urodynamics”. 12 (5), s. 519-21, 1993. DOI: 10.1002/nau.1930120517. PMID: 8252062.

- Physiological considerations in the use of sacral anterior root stimulators. „Neurourology  and Urodynamics”. 12 (5), s. 485-6, 1993. PMID: 8252053.

- History of the sacral anterior root stimulator, 1969-1982. „Neurourol Urodyn”. 12 (5), s. 481-3, 1993. PMID: 8252052.

- Impotence and Ejaculatory Failure. W: David Gerald Rushton: Handbook of neuro-urology. New York: M. Dekker, 1994. ISBN 0-8247-9248-3. Brak numerów stron w książce

- Perkins TA, Brindley GS, de Donaldson N, Polkey CE, Rushton DN. Implant  provision of key, pinch and power grips in a C6 tetraplegic. „Medical and Biological Engineering and Computing”. 32 (4), s. 367-372, 1994. DOI: 10.1007/BF02524686.

- The first 500 patients with sacral anterior root stimulator implants: general description. „Paraplegia”. 32 (12), s. 795-805, 1994. PMID: 7708419.

- TA Perkins, GS Brindley, ND Donaldson, CE Polkey i inni. Implant provision of key, pinch and power grips in a C6 tetraplegic. „Med Biol Eng Comput”. 32 (4), s. 367-72, 1994. PMID: 7967799.

- EL Koldewijn, PE Van Kerrebroeck, E Schaafsma, H Wijkstra i inni. Bladder pressure sensors in an animal model. „J Urol”. 151 (5), s. 1379-84, 1994. PMID: 8158793.

- The first 500 sacral anterior root stimulators: implant failures and their repair. „Paraplegia”. 33 (1), s. 5-9, 1995. PMID: 7715956.

- GS. Brindley. The sacral anterior root stimulator as a means of managing the bladder in patients with spinal cord lesions.. „Baillieres Clin Neurol”. 4 (1), s. 1-13, 1995. PMID: 7633777.

- Neuroprostheses used to restore male sexual or reproductive function.. „Baillieres Clin Neurol”. 4 (1), s. 15-20, 1995. PMID: 7633781.

- Intrapenile drug delivery systems. „Int J STD AIDS”. 7 Suppl 3, s. 13-5, 1996. PMID: 8876374.

- DJ Ralph, ES Pescatori, GS Brindley, JP Pryor. Intracavernosal phenylephrine for recurrent priapism: self-administration by drug delivery implant. „J Urol”. 165 (5), s. 1632, 2001. PMID: 11342940.

- AA. Adeniyi, GS. Brindley, JP Pryor, DJ Ralph. Yohimbine in the treatment of orgasmic dysfunction. „Asian J Androl”. 9 (3), s. 403-7, 2007. DOI: 10.1111/J.1745-7262.2007.00276.x. PMID: 17486282.